# Hamburo ethuthage
A Hamburo ethuthage (hangul: 함부로 애틋하게, RR: Hamburo aeteuthage), angol címén Uncontrollably Fond, egy 2016-ban bemutatott dél-koreai televíziós sorozat, melyet a KBS2 csatorna vetít Kim Ubin (Kim Woo-bin) és Pe Szudzsi (Bae Suzy) főszereplésével.

## Szereplők
- Kim Ubin (Kim Woo-bin) (김우빈): Sin Dzsunjong (신준영, Sin Jun-young)
- Pe Szudzsi (Bae Suzy) (배수지): No Ul (노을, No Eul)
- Im Dzsuhvan (Lim Ju-hwan) (임주환): Cshö Dzsithe (최지태, Choi Ji-tae)
- Im Dzsuun (Lim Ju-eun) (임주은): Jun Dzsongun (윤정은, Yun Jeong-eun)

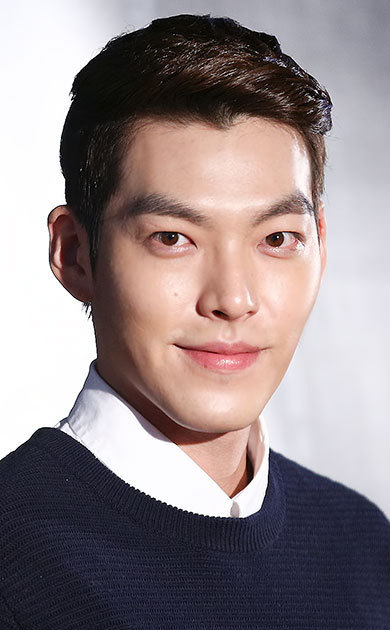
Kim Ubin (Kim Woo-bin)
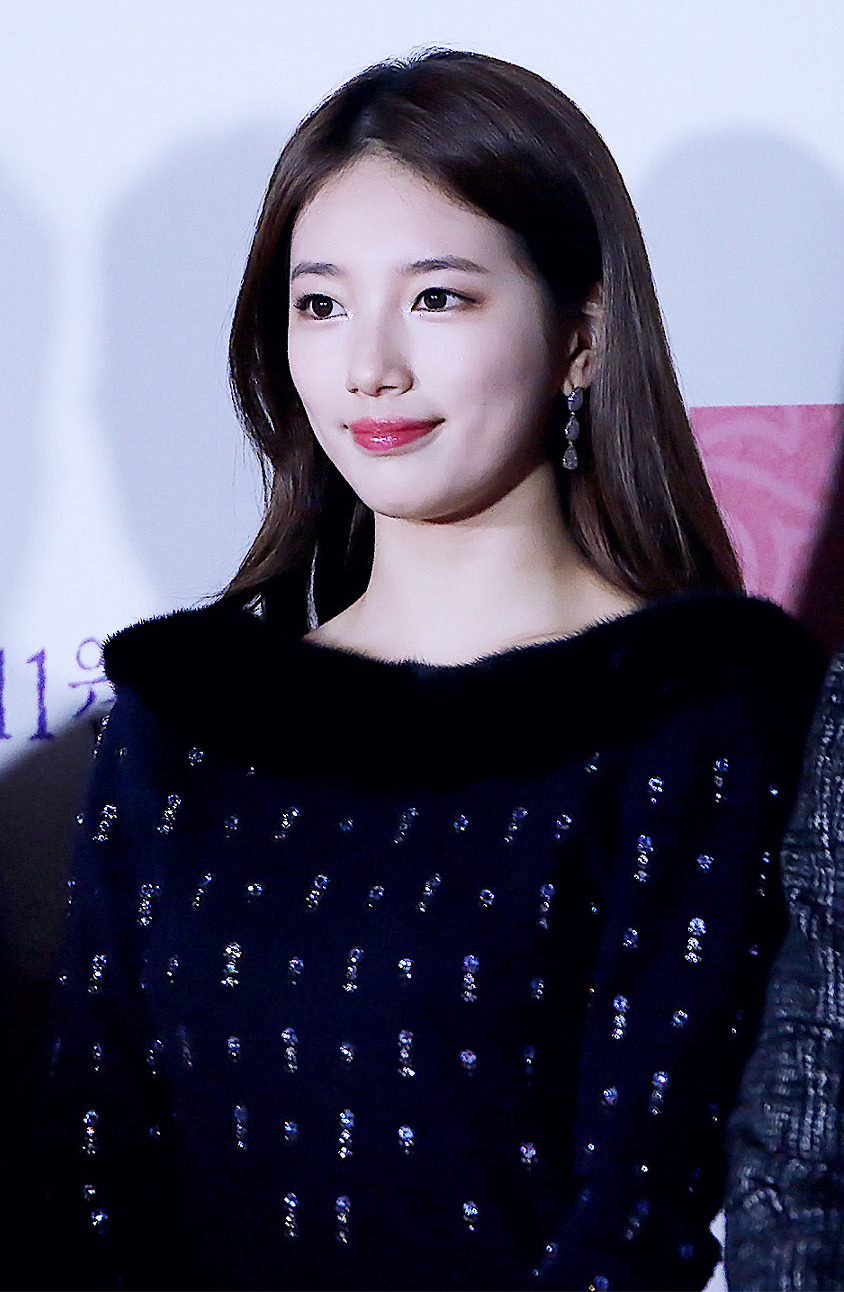
Pe Szudzsi (Bae Suzy)